# Cratoptera brunnea
Cratoptera brunnea är en fjärilsart som beskrevs av Butler 1881. Cratoptera brunnea ingår i släktet Cratoptera och familjen mätare. Inga underarter finns listade i Catalogue of Life.